# Dead Letters
Dead Letters ist das fünfte Album der finnischen Rockband The Rasmus und wurde am 17. März 2003 veröffentlicht, in Deutschland im Juli 2003. Es wurde in den Nord Studios in Schweden von Mikael Nord Anderson und Martin Hansen produziert.

## Titel
Dead Letters sind Briefe, die nie zugestellt wurden, weil der Empfänger nicht gefunden werden konnte, und auch nicht dem Absender zurückgeschickt werden konnten. Jeder Song soll einen solchen Brief darstellen: „Each song is a letter to somebody. It could be an apology, confession or cry out for help“, erklärte Sänger Lauri Ylönen das Album.

## Erfolge
Dead Letters war das erste Album, mit dem die Band in Deutschland großen Erfolg hatte, und es erreichte in zehn Ländern die Top 10 und erhielt acht Gold- und fünf Platinauszeichnungen. In Deutschland erreichte es den ersten Platz in den Albumcharts und die erste Single In the Shadows belegte die Chartspitze der Singlecharts. Das Album und die erste Single waren ebenfalls in Österreich und der Schweiz auf dem ersten Platz und, wie alle Vorgängeralben, auch in Finnland. Es war auch das erste Album der Band, das in Amerika und Australien veröffentlicht wurde. Dort erreichte es die Top 50.

## Titelliste
1. First Day of My Life (3:45)
2. In the Shadows (4:07)
3. Still Standing (3:32)
4. In My Life (4:02)
5. Time to Burn (4:32)
6. Guilty (3:47)
7. Not Like the Other Girls (5:45)
8. The One I Love (3:17)
9. Back in the Picture (3:45)
10. Funeral Song (3:17)

(Auf der US-Version ist außerdem der Song F-F-F-Falling vorhanden, der ursprünglich vom Album Into stammt.)

## Bedeutung der Songs
„Beschreibt die Gefühle der Deutschlandtour. Er handelt von der Band, dem Tourleben und über's Träumen.“

„Wir machten einen Soundcheck in Vaasa, bei dem wir unüblicherweise anfingen, einen neuen Song zu spielen. Wir bekamen den neuen Song auf unserem Ferientrip nach Thailand fertig. Der Text beschreibt die Zeit, in der die Pläne ausgereift waren, aber alles war so zweifelhaft.“

„Er erzählt von einem verstorbenen Freund, den ich aber immer noch bei mir fühle.“

„Ein egozentrischer Song, der davon handelt, die Wahl zu haben. Wie ich mein Leben gemeistert hab', und dass ich unter der Kontrolle von niemandem stehe.“

„Fanatische Gefühle. In diesem Song befürchten wir, unsere Privatsphäre zu verlieren. Wie paranoid du wirst, wenn jeder deine Handlungen verfolgt. Warum beobachtet diese Person, was ich getan habe?‘“

„Die Arbeit nimmt viel Zeit in Anspruch. Du hast keine Zeit für deine alten Freunde und Familie. Und wenn du endlich mal deine Freunde siehst, bemerkst du, wie langweilig du sein kannst, wenn du nur über deine Band redest.“

„Handelt von einer Freundin, deren Leben ich verfolgte. Ein Mädchen, das viele schmerzliche Verluste erlitten hat, aber ihr Leben immer noch sehr normal leben kann. Über ihrem Kopf scheint es so als schwebten zu viele dunkle Wolken.“

„Ich denke, es ist ganz normal, dass wenn man alles bekommen kann, was man will, man etwas anderes haben möchte. Du achtest die Dinge nicht, die du hast. Wir sollten darüber nachdenken.“

„Da sind diese Leute, die etwas Schwieriges fühlen, aber die immer noch träumen können. Ungeachtet dieser harten Dinge wagen sie, es zu sein, was sie wirklich sind.“

„Das ist ein richtiger Lovesong. Handelt davon, wie ich einer sehr intimen Freundin wieder und wieder weh getan habe.“

## Singleauskopplungen

### In the Shadows
Die erste Single, die aus dem Album Dead Letters stammt war In the Shadows und wurde am 30. Juni 2003 veröffentlicht. Sie war gleichzeitig die erfolgreichste Single von The Rasmus. Sie hielt sich viele Wochen in den Top 10 der Singlecharts von elf Ländern. Unter anderem in Finnland, Österreich, der Schweiz und Deutschland hielt sich die Single sogar auf Platz 1. In den deutschen Jahrescharts von 2003 war In the Shadows auf Platz 10. Die CD erhielt sechs Gold- und zwei Platinawards. Außerdem war das Video zu In The Shadows bei MTV Europe auf Platz 1 der meistgespielten Videos. Als Zusatzsongs befinden sich auf der Single In the Shadows (revamped) und First Day of My Life (acoustic).
Der Song erhielt den englischen Kerrang Award für die beste Single.

### First Day of My Life
Die zweite Single war First Day of My Life. Sie erreichte nicht ganz den Erfolg wie In the Shadows. Die höchste Chartposition in Deutschland war Platz 6. Als Zusatzsongs befinden sich auf der Single In the Shadows und What Ever.

### Funeral Song (The Resurrection)
Die dritte Single war Funeral Song (The Resurrection), die am 22. März 2004 veröffentlicht wurde. Es ist eine leicht abgeänderte Version des Funeral Song. Die höchste Chartposition in Deutschland war Platz 24. Als Zusatzsongs befinden sich auf der Single If You Ever und Everything You Say.

### Guilty
Die vierte Single war Guilty, die am 13. September 2004 veröffentlicht wurde. Die höchste Chartposition in Deutschland war Platz 20. Als Zusatzsongs befinden sich auf der Single Since You've Been Gone und In the Shadows – Acoustic Radio Version.

### In My Life
Von In My Life wurde zwar ein Video produziert, doch der Song war nur in Finnland und in den Niederlanden als Single im Handel erhältlich. Das Video wurde nur zur Promotion für die The Rasmus-DVD Live Letters auf den deutschen Musiksendern ausgestrahlt.

## Dead Letters – Limited Edition
Das Album ist zusätzlich in einer Limited Edition erschienen. Auf dieser befanden sich folgende Zusatzsongs:
1. Everything You Say (2:48)
2. In the Shadows (Meadows Remix) (7:11)
3. Days (4:11)

## Kommerzieller Erfolg

### Chartplatzierungen
| ChartsChartplatzierungen     | Höchstplatzierung | Wochen |
| ---------------------------- | ----------------- | ------ |
| Deutschland (GfK)            | 1 (37 Wo.)        | 37     |
| Finnland (IFPI)              | 1 (54 Wo.)        | 54     |
| Österreich (Ö3)              | 1 (27 Wo.)        | 27     |
| Schweiz (IFPI)               | 1 (41 Wo.)        | 41     |
| Vereinigtes Königreich (OCC) | 10 (24 Wo.)       | 24     |

| ChartsJahrescharts (2003) | Platzierung |
| ------------------------- | ----------- |
| Deutschland (GfK)         | 27          |
| Österreich (Ö3)           | 19          |
| Schweiz (IFPI)            | 14          |

| ChartsJahrescharts (2004)    | Platzierung |
| ---------------------------- | ----------- |
| Schweiz (IFPI)               | 79          |
| Vereinigtes Königreich (OCC) | 66          |

### Auszeichnungen für Musikverkäufe
| Land/Region                  | Auszeichnungen für Musikverkäufe (Land/Region, Auszeichnung, Verkäufe) | Verkäufe |
| ---------------------------- | ---------------------------------------------------------------------- | -------- |
| Deutschland (BVMI)           | Platin                                                                 | 200.000  |
| Finnland (IFPI)              | 2× Platin                                                              | 78.363   |
| Mexiko (AMPROFON)            | Gold                                                                   | 50.000   |
| Österreich (IFPI)            | Gold                                                                   | 15.000   |
| Polen (ZPAV)                 | Gold                                                                   | 20.000   |
| Schweden (IFPI)              | Gold                                                                   | 30.000   |
| Schweiz (IFPI)               | Platin                                                                 | 40.000   |
| Spanien (Promusicae)         | Gold                                                                   | 50.000   |
| Ungarn (MAHASZ)              | Gold                                                                   | 10.000   |
| Vereinigtes Königreich (BPI) | Gold                                                                   | 100.000  |
| Insgesamt                    | 7× Gold · 4× Platin ·                                                  | 593.363  |